# Хан, Тикка
Тикка Хан (англ. Tikka Khan; 7 июля 1915, Kahuta Tehsil, Пенджаб, Британская Индия — 28 марта 2002, Равалпинди, Пенджаб), полное имя — Мохаммед Тикка Хан. Известный пакистанский военный деятель, генерал, отличился особой жестокостью по отношению к бенгальскому населению Восточного Пакистана во время войны. За свои жестокие действия в ходе конфликта получил прозвище — Мясник Бенгалии.

## Биография
Тикка Хан командовал войсками Восточного Пакистана, когда Яхья Хан приказал подавить выступления бенгальской оппозиции в марте 1971 года, организованной сепаратистским движением Авами Лиг во главе с Муджибуром Рахманом. Спустя несколько месяцев после начала войны Тикка Хан был освобождён от командования войсками Восточного Пакистана, но его жестокость по отношению к мирному населению вошла в историю.
3 декабря 1971 года в войну вступила Индия, и спустя 12 дней Пакистан капитулировал. После войны пакистанский лидер Народной партии Зульфикар Али Бхутто назначил Тикку Хана главнокомандующим армией, а спустя пару лет — министром обороны республики.
28 марта 2002 года государственное радио Пакистана объявило о кончине Тикки Хана на 87 году жизни после продолжительной болезни. Тикка Хан был похоронен со всеми воинскими почестями на армейском кладбище в Равалпинди, недалеко от Исламабада.